# Anton Čop
Anton Čop (tudi Tschopp), slovenski pravnik in sodnik, * 19. junij 1786, Hraše pri Lescah, † 2. avgust 1865, Gradec.

## Življenje in delo
Gimnazijo je obiskoval v Ljubljani med letoma 1803 in 1808, kjer je nato med letoma 1808 in 1809 študiral filozofijo  ter kasneje pravo. Po diplomi je vstopil v sodno službo na Kranjskem, postal v Ljubljani 3. maja 1816 prisednik brez pravice glasovanja (avskultant), s 6. marcem 1821 apelacijski svetnik, v začetku 1843 pa je bil prestavljen k notranjeavstrskem in primorskemu apelacijskem kriminalnem in višjemu sodišču v Celovcu. 1. maja 1850 je postal svetnik deželnega nadsodišča v Gradcu, kjer je delal do upokojitve. Po upokojitvi z diplomo z dne 6. februarja 1857 je dobil častni plemiški naslov »von Tschopp«.
V Celovcu je bil 1848 eden prvih in najpomembnejših podpornikov političnega društva »Slovenija«, vse do smrti pa je bil velik zagovornik slovenskih narodnih pravic.